# Магнолия крупноцветковая
Магно́лия крупноцветко́вая (лат. Magnólia grandiflóra) — вид цветковых растений, входящий в род Магнолия (Magnolia) семейства Магнолиевые (Magnoliaceae).

## Распространение и экология
В природе ареал вида охватывает юго-восточные штаты США (от Северной Каролины до Флориды и Техаса). Как декоративное растение выращивается в Грузии, Крыму, Средней Азии, некоторых районах Краснодарского края России, Астраханской области и в Киеве. В культуре с 1734 года.
Обычно приурочена к болотистым лесам по берегам рек, где встречается совместно с дубом иволистным (Quercus phellos), дубом чёрным (Quercus nigra), дубом каштановым (Quercus montana), Ulmus alata, Nyssa biflora, магнолией трёхлепестной (Magnolia tripetala), Liquidambar stiraciflna и другими породами. Наибольших размеров достигает в долине реки Миссисипи на богатых почвах по прибрежным холмам.

## Ботаническое описание
Магнолия крупноцветковая — вечнозелёное дерево высотой до 30 м с толстым, прямым стволом диаметром 120—135 см. Крона широкопирамидальная, густолиственная. Кора серая или светло-бурая, толщиной 1—2 см.
Листья продолговатые, обратнояйцевидные или узкоэллиптические, заострённые, цельнокрайные, с клиновидным основанием, гладкие, кожистые, крупные, длиной 12—25 см, шириной 4—12 см, сверху голые, тёмно-зелёные, снизу бурые, рыжеватые, коротко опушённые, иногда голые. Черешки длиной 2,5—5 см, ржавоопушённые.
Цветки единичные, верхушечные, крупные, достигают в диаметре 25 см, молочно-белые, с сильным одуряющим запахом. Листочков околоцветника 6, иногда 9 или 12, яйцевидных или овальных, длиной 7,5—10 см, шириной 2—5 см. После оцветения каждый из многочисленных пестиков превращается в листовку, тесно прирастающую брюшным швом к удлинённой оси цветка.
Формула цветка: {\displaystyle \ast K_{3}\;C_{\infty }\;A_{\infty }\;G_{\underline {\infty }}}.
Плоды — шишкообразные, ржавоопушённые, яйцевидные или эллипсоидальные многолистовки длиной 7,5—10 см. Семена блестящие, эллипсоидальные или треугольные, по (2—6 в каждом плодике) с красной мясистой семенной кожурой, при созревании повисают на длинных семяножках (проводящий пучок), служат пищей для птиц.
Цветение — с мая по сентябрь, единичными цветками — с октября по ноябрь. Плодоношение — с октября по ноябрь.
|                                                               |  |  |  |
| Слева направо: Листья; цветок; центральная часть цветка; плод |  |  |  |

## Значение и применение
С успехом применяется в зелёном строительстве для создания групп, аллей и для одиночных посадок.
Листья, цветки, молодые ветви могут быть использованы для получения эфирного масла.
| Влажность (%) | Объемный вес (г/см³) | Сопротивление (кг/см²)        | Сопротивление (кг/см²)     | Твёрдость по Янка (кг/см²) |
| Влажность (%) | Объемный вес (г/см³) | Сжатие вдоль волокон (кг/см²) | Статический изгиб (кг/см²) | Твёрдость по Янка (кг/см²) |
| ------------- | -------------------- | ----------------------------- | -------------------------- | -------------------------- |
| 15            | 0,76                 | 435                           | 655                        | 667                        |

## Таксономия
Вид Магнолия крупноцветковая входит в род Магнолия (Magnolia) подсемейства Магнолиевые (Magnolioideae) семейства Магнолиевые (Magnoliaceae) порядка Магнолиецветные (Magnoliales).
|  |                                      |  |                                                             |                                                             |                       |  | ещё 5 семейств (согласно Системе APG II) | ещё 5 семейств (согласно Системе APG II)               |                                                        |  |  |  | род Манглиетия | род Манглиетия               |  |  |
|  |                                      |  |                                                             |                                                             |                       |  | ещё 5 семейств (согласно Системе APG II) | ещё 5 семейств (согласно Системе APG II)               |                                                        |  |  |  | род Манглиетия | род Манглиетия               |  |  |
|  |                                      |  |                                                             | порядок Магнолиецветные                                     |                       |  |                                          |                                                        | подсемейство Магнолиевые                               |  |  |  |                | вид Магнолия крупноцветковая |  |  |
|  |                                      |  |                                                             | порядок Магнолиецветные                                     |                       |  |                                          |                                                        | подсемейство Магнолиевые                               |  |  |  |                | вид Магнолия крупноцветковая |  |  |
|  | отдел Цветковые, или Покрытосеменные |  |                                                             |                                                             | семейство Магнолиевые |  |                                          |                                                        | род Магнолия                                           |  |  |  |                |                              |  |  |
|  | отдел Цветковые, или Покрытосеменные |  |                                                             |                                                             |                       |  |                                          |                                                        |                                                        |  |  |  |                |                              |  |  |
|  |                                      |  | ещё 44 порядка цветковых растений (согласно Системе APG II) | ещё 44 порядка цветковых растений (согласно Системе APG II) |                       |  |                                          | подсемейство Liriodendroidae (согласно Системе APG II) | подсемейство Liriodendroidae (согласно Системе APG II) |  |  |  | ещё 239 видов  |                              |  |  |
|  |                                      |  |                                                             | ещё 44 порядка цветковых растений (согласно Системе APG II) |                       |  |                                          |                                                        | подсемейство Liriodendroidae (согласно Системе APG II) |  |  |  |                |                              |  |  |